# Йоспа, Герц
Герц Йоспа (фр. Ghert Jospa — Жоспа́, первоначально после эмиграции в Бельгию фр. Hertz Iochpa — Херц Иошпа́, при рождении — Герц Зи́скинович Ио́шпа; 1904, Резина, Сорокский уезд, Бессарабская губерния — 1966, Брюссель, Бельгия) — бельгийский коммунист, общественный деятель, участник движения Сопротивления в Бельгии, основатель (вместе с женой Ивонной) Комитета защиты евреев (Comité de défense des Juifs, 1942) под эгидой подпольного Фронта независимости.

## Биография
Родился в 1904 году в Резине Бессарабской губернии; его родители Зискин Иошпа (1868—?) и Геня Иошпа (урождённая Фельдман), переселились в Резину из Дубоссар. В 1921 году уехал из Румынии в Бельгию, где поступил на инженерное отделение Льежского университета (окончил в 1926 году как горный инженер). В 1933 году женился на студентке Центральной школы социального обслуживания (L’Ecole Centrale de Service Social) Хаве Гройсман (также из Бессарабии), вместе с которой в том же году вступил в Коммунистическую партию Бельгии и в 1936 году в Бельгийское отделение Международной лиги против расизма и антисемитизма. В Брюсселе устроился инженером в фармацевтическую компанию, в которой работал до войны. Его жена была социальным работником и занималась расселением оставшихся сиротами детей в опекунских семьях. Во время гражданской войны в Испании Герц Йоспа с женой занимались расселением детей-беженцев и организацией помощи добровольцам интернациональных бригад. В 1939 году у них родился сын Поль Жоспа, впоследствии биофизик, специалист по искусственному распознаванию речи и фонетическим расстройствам.
В 1942 году, когда нависла угроза депортации евреев из Бельгии, Герц и Ивонна Йоспа основали подпольный Комитет защиты евреев, который спас более трёх тысяч еврейских детей от депортации (по разным оценкам — от 3500 до 5000 детей), разместив их для укрытия в приблизительно 700 семьях бельгийских добровольцев и 138 школах-интернатах, а позже и в монастырях (кроме супругов в состав группы входило семь подпольщиков, в том числе философ Хаим Перельман и инженер, католик Эмиль Амбресен). 19 апреля 1943 года Йоспа участвовал в подготовке атаки на двадцатый конвой, перевозивший депортированных из Бельгии евреев и цыган. Тогда группе Юры Лившица удалось помочь выбраться из эшелона более 200 людей. 21 июня 1943 года был арестован гестапо, заключён в концлагерь Форт Бреендонк и в марте 1944 года депортирован в Бухенвальд. Арестованный по политическому делу, Йоспа был депортирован не как еврей, а как политически неблагонадёжный, в результате чего был направлен на принудительные работы. Сын Герца и Ивонны Йоспа после ареста отца воспитывался в чужой семье до конца войны.
В мае 1945 года Бухенвальд был освобождён и 8 мая Йоспа вернулся в Брюссель. После войны продолжал заниматься общественной деятельностью, в 1949 году был одним из организаторов бельгийского отделения Движения против расизма и за дружбу между народами. В 1954—1963 годах был членом комитета политического контроля Бельгийской коммунистической партии. В 1964 году был соорганизатором Союза бывших участников еврейского сопротивления в Бельгии и был избран его первым президентом. Умер в 1966 году в Брюсселе.

## Семья
Его сестра Люба (в замужестве Паюк, фр. Liouba Pailloucq, 1901—1978) также вместе со своим мужем участвовала в движении Сопротивления; двое её старших детей погибли в 1941 году, муж Жак (Янкель) Паюк (фр. Janchel (Jacques) Pailloucq, 1899—1942) был депортирован в Освенцим, где тоже погиб, а младший сын Рене (род. 1942) был принят в католическую семью. Другая сестра Клара (англ. Claire Robbins, 1896—1988) жила в Нью-Хемпшире, США; её муж Мортон Роббинс, врач по профессии, был основателем общественной организации American Healthcare Professionals and Friends for Medicine in Israel (Бостон, 1950).